# Jonathan Hyde
Jonathan Stephen Geoffrey King, bolj znan pod vzdevkom Jonathan "Nash" Hyde, avstralsko-angleški igralec * 21. maj 1948 Brisbane, Queensland, Avstralija.                          
Hyde je najbolj znan po vlogah Herberta Cadburyja v filmu Richie Rich, J. Brucea Ismaya v filmu Titanik (1997), Culvertona Smitha v filmu Spomini Sherlocka Holmesa, Warrena Westridgea v Anakondi, Sama Parrisha in Vana Pelta v Jumanji ter Eldritcha Palmerja v televizijski seriji The Strain.